# Bastille (forteresse)
Pour les articles homonymes, voir Bastille (homonymie).

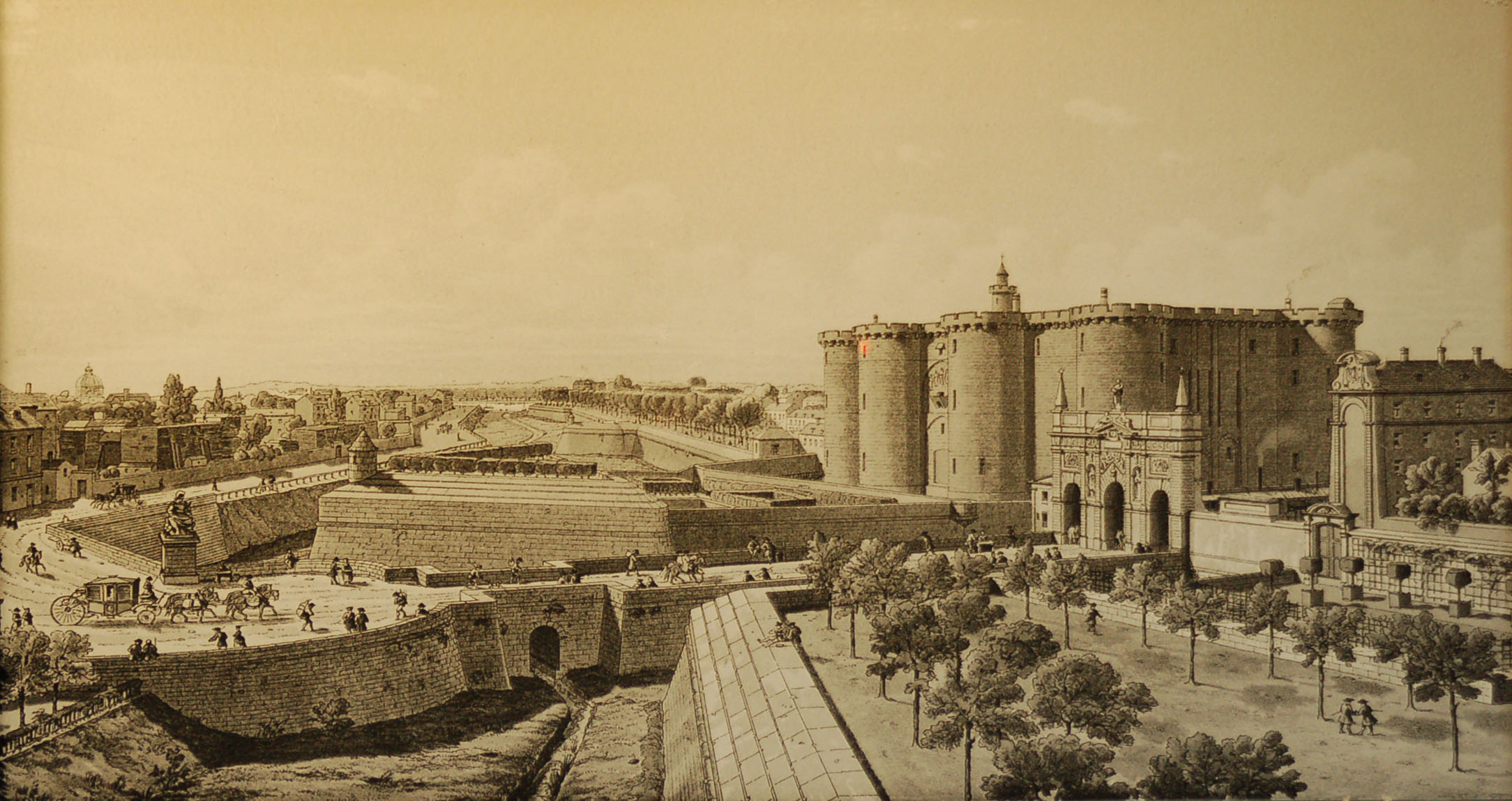
Bastille de Paris

Une bastille — de l'ancien provençal bastida, qui a donné aussi  « bastide » — est un ouvrage de fortification provisoire ou permanent, bâti à l'entrée d'une ville, pour défendre la place ou y établir une garnison servant d'avant-poste à des forces assiégeantes ou de tête de pont pour poursuivre la conquête territoriale.
Il revêt souvent la forme d'un ouvrage fortifié en bois ou d'un château fort à l'entrée d'une ville. Par extension, le terme peut désigner une ville neuve fortifiée, dans le Midi de la France. 
Il ne faut pas confondre la bastille avec la barbacane (ouvrage, le plus souvent de plan circulaire, construit devant le fossé d'une porte pour en interdire l'approche), la bastille de grande dimension formant un réduit indépendant et disposant donc de sa propre garnison.

## Exemples de bastilles

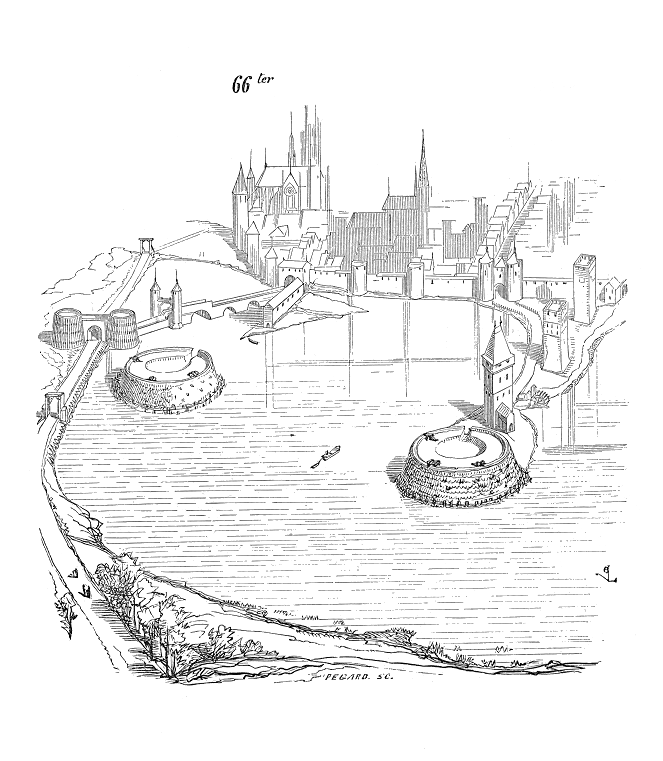
Les bastilles des remparts de Lübeck en Allemagne

- La bastille de Paris sans doute la plus connue, qui n'existe plus.
- La bastille de Grenoble
- Les bastilles des remparts de Lübeck